# Министерство транспорта и дорожной инфраструктуры Республики Молдова
Министерство транспорта и дорожной инфраструктуры Республики Молдова (рум. Ministerul Transporturilor și Infrastructurii Drumurilor al Republicii Moldova) — упразднённое министерство Правительства Республики Молдова.
В 2017 году в рамках правительственной реформы в Молдове, Министерство экономики переименовано в Министерство экономики и инфраструктуры, в которое вошли Министерство транспорта и дорожной инфраструктуры и Министерство информационных технологий и связи.

## Список министров
|    | Имя                     | Начало           | Конец            |
| -- | ----------------------- | ---------------- | ---------------- |
| 1  | Василий Иовв            | 5 апреля 1994    | 22 мая 1998      |
| 2  | Тудор Лянкэ             | 22 мая 1998      | 19 февраля 1999  |
| 3  | Виктор Кейбаш           | 12 марта 1999    | 12 ноября 1999   |
| 4  | Афанасий Смокин         | 21 декабря 1999  | 19 апреля 2001   |
| 5  | Виктор Цопа             | 19 апреля 2001   | 12 декабря 2001  |
| 6  | Анатолий Купцов         | 12 декабря 2001  | 13 ноября 2002   |
| 7  | Василий Згардан         | 5 декабря 2002   | 19 апреля 2005   |
| 8  | Мирон Гагауз            | 19 апреля 2005   | 23 января 2007   |
| 9  | Василий Урсу            | 23 января 2007   | 24 сентября 2008 |
| 10 | Анатолий Шалару         | 25 сентября 2009 | 30 мая 2013      |
| 11 | Василий Ботнарь         | 31 мая 2013      | 30 июля 2015     |
| 12 | Юрий Киринчук           | 30 июля 2015     | 30 мая 2017      |
| —  | Сергей Букэтару (и. о.) | 30 мая 2017      | 26 июля 2017     |